# Barátság extrákkal
A Barátság extrákkal (eredeti cím: Friends with Benefits) 2011-ben bemutatott amerikai romantikus filmvígjáték, melyet Will Gluck rendezett. A főbb szerepekben Justin Timberlake, Mila Kunis, Patricia Clarkson, Jenna Elfman, Bryan Greenberg, Nolan Gould, Richard Jenkins és Woody Harrelson látható.

## Cselekmény
Jamie Rellis (Mila Kunis) ügyvezető egy fejvadász cégnél New Yorkban, Dylan Harper (Justin Timberlake) pedig művészeti igazgató egy kisebb internetes cégnél Los Angelesben. Mindketten éppen túl vannak egy párkapcsolat felbomlásán.
Jamie azt a feladatot kapja, hogy Dylant hívja meg egy állásinterjúra a neves GQ nevű céghez New Yorkba. Dylan átjön az interjúra, és bár eleinte nem sok kedve van átköltözni az USA másik végébe, egy jó hangulatú nap után, amit Jamie társaságában töltött, elfogadja az állást.
Mivel Dylan senkit nem ismer a városban, Jamie és közte ismeretség, majd barátság szövődik. Azonban megegyeznek, hogy nem akarnak erős érzelmi kötődésű kapcsolatot, viszont a szexet jó lenne gyakorolni egymással.
Néhány hetes harmonikus együttlét után Jamie úgy érzi, hogy jó lenne másokkal is randizni. Ezt megbeszélik Dylannel, aki semmiféle akadályt nem gördít a dolog elé, így egy darabig nem találkoznak. Jamie találkozik Parkerrel, aki onkológus, és azért tetszik meg neki, mert egy parkban úgy látja, hogy a férfi a fákat nézi a lányok helyett. (Később kiderül, hogy a fáradtságtól állva aludt). Öt randi után (Jamie házi szabálya, hogy öt randi előtt nem fekszik le senkivel) a férfi ott marad nála éjszakára, azonban másnap reggel megpróbál észrevétlenül elslisszolni. Jamie észreveszi, amint éppen kávét vett kettőjüknek az utcán. A férfi bevallja, hogy csak egyéjszakás kalandra kellett neki a lány. Dylan vigasztalásképpen, hogy a lány ne maradjon egyedül a július 4-i ünnepek alatt, meghívja a szülei házába Kaliforniába. (Később kiderül, hogy oda még egyik barátnőjét sem vitte el). Ott kiderül, hogy Dylan apja kezdődő Alzheimer-kórban szenved, anyja elvált az apjától, és az apja házában él Dylan nővére, Annie, és annak fia, Sammy. Bár korábban megbeszélték, hogy nem bújnak össze, egy szenvedélyes csók után az addigiaknál intimebben szeretkeznek. Másnap azonban, Annie faggatózását elhárítandó Dylan azt mondja, amit Jamie-vel megbeszéltek: nincs köztük érzelmi kapcsolat, csak testiség, és Jamie nem is illik hozzá. Jamie akaratlanul fültanúja a beszélgetésnek, és este azzal áll elő, hogy munka miatt sürgősen vissza kell utaznia New Yorkba.
Pár nap elteltével Dylan is visszatér New Yorkba, ahol hiába próbálja telefonon elérni a lányt, az nem veszi fel. Dylannek eszébe jut, hogy Jamie az első napon felvitte őt egy magas épület tetejére, ahol nincs a telefonáláshoz térerő, viszont nagyon jól lehet látni a csillagokat (ami remek kikapcsolódás). Ott megtalálja a lányt, aki elmondja neki, hogy hallotta a beszélgetésüket Annie-val, amiben Dylan azt is mondta, hogy „nem akar baráti kapcsolatot fenntartani Jamie-vel”.
Jamie a munkája kapcsán értesül róla, hogy Dylan másik állásajánlatot kapott, és esetleg otthagyja a GQ cégnél betöltött állását, ahol még egy évet sem töltött el (Jamie egy év után kapja meg a toborzásokért járó jutalékát). Amikor Dylannek ezt szóba hozza, a férfi azzal intézi el a dolgot, hogy a jutalékot majd ő kifizeti Jamie-nek.
Érzelmileg mindketten össze vannak zavarodva. Jamie eltölt egy kis időt az anyjával, Lornával, aki egy kissé még mindig az 1970-es évekbeli hippiként éli az életét. Dylan telefonon beszél Annie-val, de mélyebben nem akar belemenni a magyarázkodásba, hogy mi van köztük Jamie-vel. Nővére megkéri, hogy menjen ki az apjuk elé a Newark reptérre és hadd maradhasson nála egy pár napig. A reptéri étteremben apja Alzheimer-es indíttatásból szokás szerint leveszi a nadrágját (mintha otthon lenne). Dylan együttérzésből szintén alsónadrágra vetkőzve ül le enni.
Apja egy elhaladó nőt megpillantva régi ismerősét véli felismerni. Amikor Dylan a múltbeli nőről kérdezi, kiderül, hogy az volt apja „életének igazi szerelme”, akivel akkor találkozott, amikor a tengerészetnél szolgált. Azóta nagyon megbánta, hogy megszakította vele a kapcsolatot, és arra biztatja a fiát, ha még van remény rá, hogy Jamie-vel helyre tudja hozni a barátságukat, tegyen meg mindent ennek érdekében, nehogy ő is később megbánja, hogy nem tette meg. Dylan rájön, hogy fontos neki a lány, és felhívja Jamie anyját (aki beírta a saját számát Dylan telefonjába „Dögös mama” név alatt). Dylan megbeszéli vele: tegyen úgy, mintha találkozni szeretne a lányával a Grand Central Terminálnál. Dylan egy „villámcsődület”-et szervez (az első nap részt vettek egy hasonlóban), és a „Closing Time” dallamára a tömeg táncolni kezd, ami kellemes meglepetésként éri Jamie-t. Dylan végre közel kerül hozzá, letérdel és elmondja neki, hogyan érez igazán iránta. Jamie a meglepetéstől és a vallomástól boldogan azt kéri tőle, hogy csókolja meg. Megbeszélik, hogy újra kezdik a kapcsolatukat, mintha most ismerkedtek volna össze, és elkezdenek randizni. Átmennek a szemközti Pershing Square café-ba, és eleinte visszafogottan beszélgetni kezdenek, mintha most ismerkednének, majd váratlanul megölelik és megcsókolják egymást.

## Szereplők
| Színész           | Szerep              | Magyar hang     |
| ----------------- | ------------------- | --------------- |
| Justin Timberlake | Dylan Harper        | Zámbori Soma    |
| Mila Kunis        | Jamie Rellis        | Pikali Gerda    |
| Woody Harrelson   | Tommy Bollinger     | Stohl András    |
| Jenna Elfman      | Annie Harper        | Szávai Viktória |
| Patricia Clarkson | Lorna               | Vándor Éva      |
| Richard Jenkins   | Mr. Harper          | Blaskó Péter    |
| Nolan Gould       | Sammy               |                 |
| Bryan Greenberg   | Parker              | Nagy Ervin      |
| Emma Stone        | Kayla               | Csifó Dorina    |
| Andy Samberg      | Quincy              | Kovács Lehel    |
| Masi Oka          | Darin Arturo Morena |                 |
| Lili Mirojnick    | Laura               |                 |
| Shaun White       | önmaga              |                 |